# Gladiolus permeabilis
Gladiolus permeabilis är en irisväxtart som beskrevs av François Delaroche. Gladiolus permeabilis ingår i släktet sabelliljor, och familjen irisväxter.

## Underarter
Arten delas in i följande underarter:
- G. p. edulis
- G. p. permeabilis